# Jordan Obita
Jordan John Obita (Oxford, 8 dicembre 1993) è un calciatore inglese, difensore dell'Hibernian.

## Caratteristiche tecniche
È un esterno sinistro.

## Carriera

### Club

#### Reading e giro di prestiti
Cresciuto nelle giovanili del Reading, fa il suo esordio ad appena 16 anni nel primo turno di League Cup contro il Torquay United. Nel gennaio 2012 viene ceduto in prestito al Barnet. Fa il suo esordio con gli arancionero a 18 anni e un mese nella vittoria in campionato contro il Crewe Alexandria subentrando nel secondo tempo. Dopo appena un mese, però, viene mandato con la stessa formula al Gillingham, squadra con la quale trova i primi gol da professionista. Nell'aprile è ancora una volta al suo club d'origine. Nell'agosto trova un accordo in prestito con il Portsmouth. Alla sua prima apparizione con il club realizza il suo primo gol (e anche il primo in League One) pareggiando il match esterno contro il Colchester Utd (suo il 2-2 finale al minuto 85). Nel gennaio 2013 firma un semestrale con l'Oldham Athletic, per continuare il suo percorso di crescita.

#### Ritorno al Reading e Oxford United
Finita la sequela di prestiti in giro per l'Inghilterra, a partire dal 2013 entra a pieno giro a far parte della prima squadra del Reading. Fa quindi l'esordio in Championship il 21 settembre, nel successo esterno per 1-3 contro il Derby County. Il 18 aprile 2015 è tra i protagonisti della semifinale di FA Cup persa contro l'Arsenal ai tempi supplementari, punto massimo delle ultime stagioni del massimo club del Berkshire. In totale disputa 8 stagioni, totalizzando 5 gol in 161 presenze in campionato prima di rimanere svincolato a partire dall'agosto 2020.
Il 9 novembre successivo viene ingaggiato dall'Oxford Utd, squadra della sua città natia militante in League One.

### Nazionale
Ha fatto parte della selezione Under-18, Under-19 ed Under-20 inglese.

## Statistiche

### Presenze e reti nei club
Statistiche aggiornate al 17 maggio 2025.
| Stagione         | Squadra          | Campionato       | Campionato | Campionato | Coppe nazionali | Coppe nazionali | Coppe nazionali | Coppe continentali | Coppe continentali | Coppe continentali | Altre coppe | Altre coppe | Altre coppe | Totale | Totale |
| Stagione         | Squadra          | Comp             | Pres       | Reti       | Comp            | Pres            | Reti            | Comp               | Pres               | Reti               | Comp        | Pres        | Reti        | Pres   | Reti   |
| ---------------- | ---------------- | ---------------- | ---------- | ---------- | --------------- | --------------- | --------------- | ------------------ | ------------------ | ------------------ | ----------- | ----------- | ----------- | ------ | ------ |
| 2010-2011        | Reading          | FLC              | 0          | 0          | FACup+CdL       | 0+1             | 0               |                    | -                  | -                  |             | -           | -           | 1      | 0      |
| 2011-gen. 2012   | Reading          | FLC              | 0          | 0          | FACup+CdL       | 0+1             | 0               |                    | -                  | -                  |             | -           | -           | 1      | 0      |
| gen.-feb. 2012   | Barnet           | FL2              | 5          | 0          |                 | -               | -               |                    | -                  | -                  | FLT         | 1           | 0           | 6      | 0      |
| mar.-apr. 2012   | Gillingham       | FL2              | 6          | 3          |                 | -               | -               |                    | -                  | -                  |             | -           | -           | 6      | 3      |
| ago.-ott. 2012   | Portsmouth       | FL1              | 8          | 1          | FACup+CdL       | 0               | 0               |                    | -                  | -                  | FLT         | 0           | 0           | 8      | 1      |
| gen.-apr. 2013   | Oldham Athletic  | FL1              | 8          | 0          | FACup           | 2               | 1               |                    | -                  | -                  |             | -           | -           | 10     | 1      |
| 2013-2014        | Reading          | FLC              | 34         | 1          | FACup+CdL       | 1+1             | 0               |                    | -                  | -                  |             | -           | -           | 36     | 1      |
| 2014-2015        | Reading          | FLC              | 43         | 0          | FACup+CdL       | 6+2             | 0               |                    | -                  | -                  |             | -           | -           | 51     | 0      |
| 2015-2016        | Reading          | FLC              | 26         | 0          | FACup+CdL       | 3+1             | 0               |                    | -                  | -                  |             | -           | -           | 30     | 0      |
| 2016-2017        | Reading          | FLC              | 37+2       | 2+1        | FACup+CdL       | 1+3             | 0               |                    | -                  | -                  |             | -           | -           | 43     | 3      |
| 2017-2018        | Reading          | FLC              | 2          | 0          | FACup+CdL       | 0+1             | 0               |                    | -                  | -                  |             | -           | -           | 3      | 0      |
| 2018-2019        | Reading          | FLC              | 0          | 0          | FACup+CdL       | 0               | 0               |                    | -                  | -                  |             | -           | -           | 0      | 0      |
| 2019-2020        | Reading          | FLC              | 21         | 2          | FACup+CdL       | 4+1             | 1+0             |                    | -                  | -                  |             | -           | -           | 26     | 3      |
| Totale Reading   | Totale Reading   | Totale Reading   | 163+2      | 5+1        |                 | 26              | 1               |                    | -                  | -                  |             | -           | -           | 191    | 4      |
| 2020-gen. 2021   | Oxford Utd       | FL1              | 12         | 1          | FACup+CdL       | 0               | 0               |                    | -                  | -                  | FLT         | 3           | 0           | 15     | 1      |
| gen.-giu. 2021   | Wycombe          | FLC              | 9          | 0          |                 | -               | -               |                    | -                  | -                  |             | -           | -           | 9      | 0      |
| 2021-2022        | Wycombe          | FL1              | 41+3       | 5+0        | FACup+CdL       | 2+3             | 0               |                    | -                  | -                  | FLT         | 3           | 0           | 52     | 5      |
| 2022-2023        | Wycombe          | FL1              | 29         | 0          | FACup+CdL       | 1+2             | 0               |                    | -                  | -                  | FLT         | 2           | 0           | 34     | 0      |
| Totale Wycombe   | Totale Wycombe   | Totale Wycombe   | 79+3       | 5+0        |                 | 8               | 0               |                    | -                  | -                  |             | 5           | 0           | 95     | 5      |
| 2023-2024        | Hibernian        | SP               | 34         | 1          | CS+CdL          | 3+3             | 0               | UECL               | 5                  | 1                  |             | -           | -           | 45     | 2      |
| 2024-2025        | Hibernian        | SP               | 35         | 0          | CS+CdL          | 2+5             | 0               |                    | -                  | -                  |             | -           | -           | 42     | 0      |
| Totale Hibernian | Totale Hibernian | Totale Hibernian | 69         | 1          |                 | 13              | 0               |                    | 5                  | 1                  |             | -           | -           | 87     | 2      |
| Totale carriera  | Totale carriera  | Totale carriera  | 355        | 17         |                 | 49              | 2               |                    | 5                  | 1                  |             | 9           | 0           | 418    | 20     |